# ورقة نقدية من فئة خمسة بيزو فلبينية
كانت ورقة الخمسة بيزو الفلبينية ( ليمانغ بيزو) (₱5) فئة من العملة الفلبينية. يظهر الرئيس الفلبيني إميليو أغوينالدو على وجهها الأمامي، بينما يظهر إعلان استقلال الفلبين على وجهها الخلفي. استمر تداول هذه الورقة النقدية حتى إلغاء تداول الأوراق النقدية الرئيسية بموجب سلسلة التصميم الجديد في 3 يناير 2018. توقفت طباعتها عام 1995 واستُبدلت بالعملات المعدنية.

## تاريخ

### ما قبل الاستقلال
- 1903: أصدرت جزر الفلبين شهادات فضية.[3] تظهر صورة ويليام ماكينلي.
- 1908: أصدر بنك إسبانيول الفلبيني أوراقًا نقدية.[4]
- ١٩١٨: شهادات الخزانة الفلبينية الصادرة تحمل صورة ويليام ماكينلي. عُدِّل تصميمها عام ١٩٢٩ ليشمل أيضًا صورة جورج ديوي.
- 1920: أصدر بنك BPI أوراقًا نقدية.[5]
- 1936: أصدر بنك بنجاب الوطني أوراقًا نقدية.[6]
- ١٩٣٧: أصدرت الكومنولث الفلبيني شهادة خزينة. تحمل صورتي ويليام ماكينلي وجورج ديوي على جانبي الوجه.[7] طُبعت كلمة "النصر" على الوجه الخلفي لهذه السلسلة لاحقًا بعد تحرير الفلبين من الحكم الياباني عام ١٩٤٤.[8]
- ١٩٤٢: أصدرت الحكومة اليابانية سلسلة[9]، يظهر فيها مزارع في غابة على يمين الوجه، مع الرقم "٥" في المنتصف. وفي عام ١٩٤٤، صدرت نسخة أخرى، تظهر هذه المرة نصب ريزال التذكاري على يمين الوجه. ولم تعد هذه الأوراق النقدية قانونية بعد التحرير.
- 1949: إصدار ورقة نقدية من فئة خمسة بيزو، تحمل صورة "النصر، البنك المركزي للفلبين" في الخلف.

### تاريخ الإصدار
|            | فيلبيني (1936-1941) | سلسلة النصر رقم 66 (1944) | سلسلة الأوراق النقدية من Victory-CBP (1949) |
| ---------- | ------------------- | ------------------------- | ------------------------------------------- |
| وجه العملة |                     |                           |                                             |
| يعكس       |                     |                           |                                             |

### استقلال

#### المسلسلات الإنجليزية (1951–1974)
تظهر على وجه العملة صورتا مارسيلو هـ. ديل بيلار وغراسيانو لوبيز-جيينا، وهما شخصيتان بارزتان في حركة الدعاية قبل الثورة الفلبينية. أما الوجه الآخر، فيحمل الصحيفة الرسمية لحركة الدعاية، " لا سوليداريداد".

#### سلسلة الفلبينيين (1969–1974)
في عام ١٩٦٧، استبدل أندريس بونيفاسيو صور ديل بيلار ولوبيز-جينا. يغلب على الورقة النقدية الآن اللون الأخضر. ويظهر على الوجه الآخر سيناريو لكيفية الانضمام إلى الكاتيبونان من خلال توقيع عقد بدمائهم. عُدِّل تصميم الوجه لاحقًا، وتغير خط كتابة "جمهورية الفلبين وليمانغ بيسو"، ولون صورة بونيفاسيو من البني إلى الأخضر، وأُضيفت خطوط هندسية على الجانبين ومنطقة العلامة المائية. استُخدم هذا التصميم لاحقًا عند إصدار سلسلة "باغونغ ليبونان" عام ١٩٧٣.

#### سلسلة أنج باجونج ليبونان (1973–1996)
في عام 1973، أُضيفت نص "Ang Bagong Lipunan" وطُبع على منطقة العلامة المائية.

#### سلسلة التصميم الجديد (1985–2018)
في عام 1985، أعيد تصميم الفاتورة بالكامل وحل إميليو أجوينالدو محل بونيفاسيو في هذه السلسلة. يمكن رؤية العلامة التاريخية NHCP في كاتدرائية مالولوس التي تشير إلى تأسيس أول جمهورية فلبينية باللغة الفلبينية، والتي أصبح أجوينالدو رئيسًا لها) جنبًا إلى جنب مع مدفع على الجانب الأيمن من الوجه. على الجانب الآخر، يظهر مشهد من إعلان استقلال الفلبين. ظهر هذا المشهد سابقًا على ظهر ورقة نقدية من سلسلة Ang Bagong Lipunan بقيمة 2 بيزو. صمم الورقة النقدية روميو مانانكويل.
بعد إنشاء "Bangko Sentral ng Pilipinas"، دُمج شعارها الجديد في جميع فواتير سلسلة التصميم الجديد في عام 1993.
في عام 1995، أُوقف طباعة هذه الورقة النقدية بعد أن أصدر بنك بانجكو سنترال نج بيليبيناس فئة العملة الجديدة ₱5 والتي تزامنت مع إطلاق عملات سلسلة النباتات والحيوانات المحسنة وبسبب إصدار عملة سلسلة BSP ₱5 في نفس العام. وبسبب هذا، فهي الورقة النقدية الوحيدة في سلسلة New Design/BSP التي لا تتميز بسنة الطباعة حيث نُفذت فقط في عام 1997 ( أوراق نقدية من فئة 10 بيزو) و1998 (بقية الأوراق النقدية في السلسلة) عندما توقف إنتاج ورقة الخمسة بيزو بالفعل قبل عامين إلى ثلاثة أعوام. أُنتج 303,000,000 ورقة نقدية فقط في الوقت الذي يُستخدم فيه اسم سلسلة BSP الآن (مع شعار BSP لعام 1993) والتي طُبعت من عام 1993 إلى عام 1995، مع استخدام الأوراق النقدية للأحرف "MQ" في نص أحمر وشعار 1993 باعتباره البادئة الأخيرة المستخدمة والدفعة الأخيرة من الأوراق النقدية المطبوعة أثناء إنتاجها.
ومع ذلك، استمرت الأوراق النقدية الموجودة، إلى جانب الأوراق النقدية من فئة 10 بيزو، في التداول بشكل شائع من عام 1995 إلى عام 2004، ومن عام 2004 حتى إلغاء تداول الأوراق النقدية الرئيسية بموجب سلسلة التصميم الجديد في 3 يناير 2018، كانت لا تزال تقع على عاتق بنك الفلبين المركزي (مع تقديم الأوراق النقدية القديمة في يناير 2018 فقط لأولئك الذين حصلوا على إيصال يوضح أنهم ذهبوا إلى البنك المركزي قبل الموعد النهائي للتقديم في 29 ديسمبر 2017 بسبب عدم القدرة على استيعاب العديد من الأفراد الذين حاولوا استبدال أوراقهم النقدية بسبب العدد غير المتوقع من الأشخاص الذين وصلوا) على الرغم من أنها نادراً ما تُتداول الآن.

### تاريخ الإصدار
|            | المسلسلات الانجليزية (1951–1974) | سلسلة الفلبينيين (1969–1974) | سلسلة أنج باجونج ليبونان (1973–1996) | تصميم جديد/سلسلة BSP (1985–2018) |
| ---------- | -------------------------------- | ---------------------------- | ------------------------------------ | -------------------------------- |
| وجه العملة |                                  |                              |                                      |                                  |
| يعكس       |                                  |                              |                                      |                                  |

## إصدارات تذكارية
طوال فترة وجودها، كانت ورقة الخمسة بيزو تُطبع غالبًا لإحياء ذكرى أحداث معينة، وهي:
- زيارة الدولة التي قامت بها الرئيسة كورازون أكينو إلى الولايات المتحدة الأمريكية: في عام 1986، أصدر بانجكو سينترال إن جي بيليبيناس ورقة نقدية تذكارية لإحياء ذكرى زيارة الدولة التي قامت بها الرئيسة كورازون أكينو إلى الولايات المتحدة. تُظهر الطباعة الفوقية ختم الرئيس الفلبيني مع الكلمات "PAGDALAW NG PANGULONG CORAZON C. AQUINO SA AMERIKA" والتاريخ "SET. 15-23, 1986" معروض أدناه.[18]
- تقديس لورينزو رويز: تُظهر الطبعة الفوقية أول قديس فلبيني يُدعى سان لورينزو رويز مع الكلمات "KANONISASYON NG PINAGPALANG SAN LORENZO RUIZ" والتاريخ "18 OKTUBRE، 1987".[19]
- الذكرى الأربعون لـ Bangko Sentral ng Pilipinas: أصدر BSP الطباعة الفوقية احتفالًا بالذكرى الأربعين لتأسيسه. وهي مطبوعة باللون الأحمر، وتحتوي على الكلمات "IKA-40 ANIBERSARYO" و"BANGKO SENTRAL NG PILIPINAS - 1949-1989" وتتميز بمبناها في مانيلا.[20]
- إحياء ذكرى حقوق المرأة: تُظهر الطبعة الفوقية صورة لامرأة تحمل علم الفلبين وحولها عبارة "KABABAIHAN PARA SA KAUNLARAN - 1990".[21]
- المجلس الكامل للفلبين: يظهر عليه صليب، وخريطة الفلبين في الزاوية السفلية اليمنى من الدائرة، ورمز PX. تحيط به عبارة "وحدوا كل شيء تحت المسيح (أفسس ١:١٠)"، و"المجلس الكامل الثاني للفلبين"، وأسفله التاريخ "٢٠ يناير إلى ١٧ فبراير ١٩٩١". هذه هي المرة الوحيدة التي تظهر فيها الطباعة الفوقية باللغة الإنجليزية، وهي الورقة النقدية التذكارية الوحيدة التي تحمل توقيع حاكم بنك باهوجان ساماج، خوسيه ل. كويسيا الابن[22]

## سنوات الطباعة
| سلسلة الأوراق النقدية    | سنة       | رئيس الفلبين          | حاكم BSP                 |
| ------------------------ | --------- | --------------------- | ------------------------ |
| المسلسلات الانجليزية     | 1951–1953 | إلبيديو كويرينو       | ميغيل كوادرنو الأب       |
| المسلسلات الانجليزية     | 1953–1957 | رامون ماجسايساي       | ميغيل كوادرنو الأب       |
| المسلسلات الانجليزية     | 1957–1960 | كارلوس ب. جارسيا      | ميغيل كوادرنو الأب       |
| المسلسلات الانجليزية     | 1961      | كارلوس ب. جارسيا      | أندريس ف. كاستيلو        |
| المسلسلات الانجليزية     | 1961–1965 | ديوسدادو ب. ماكاباجال | أندريس ف. كاستيلو        |
| المسلسلات الانجليزية     | 1970      | فرديناند إي. ماركوس   | جريجوريو س. ليكاروس      |
| سلسلة الفلبينيين         | 1969–1970 | فرديناند إي. ماركوس   | ألفونسو كالالانج         |
| سلسلة الفلبينيين         | 1969–1970 | فرديناند إي. ماركوس   | جريجوريو س. ليكاروس      |
| سلسلة أنج باجونج ليبونان | 1973–1981 | فرديناند إي. ماركوس   | جريجوريو س. ليكاروس      |
| سلسلة أنج باجونج ليبونان | 1981–1984 | فرديناند إي. ماركوس   | خايمي سي لايا            |
| سلسلة أنج باجونج ليبونان | 1984–1985 | فرديناند إي. ماركوس   | خوسيه ب. فرنانديز جونيور |
| سلسلة التصميم الجديد     | 1985–1986 | فرديناند إي. ماركوس   | خوسيه ب. فرنانديز جونيور |
| سلسلة التصميم الجديد     | 1986–1990 | كورازون سي. أكينو     | خوسيه ب. فرنانديز جونيور |
| سلسلة التصميم الجديد     | 1990–1992 | كورازون سي. أكينو     | خوسيه إل. كويسيا جونيور  |
| سلسلة التصميم الجديد     | 1992–1993 | فيدل في راموس         | خوسيه إل. كويسيا جونيور  |
| سلسلة التصميم الجديد     | 1993–1995 | فيدل في راموس         | غابرييل سي. سينغسون      |